# Landdag

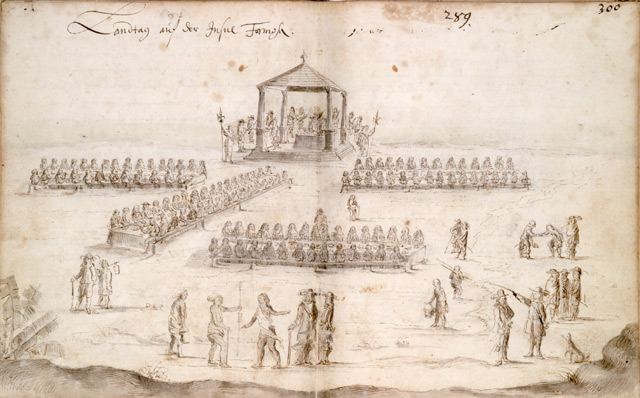
Landdag op Nederlands-Formosa. Bijeenkomst van Nederlandse koloniale bewindhebbers met vertegenwoordigers van de inwoners.

Een landdag (Duits: Landtag, Engels: Diet) is een bijeenkomst van volksvertegenwoordigers uit een bepaald gebied of van ideologisch gelijkgezinden.
In de middeleeuwen was de landdag een bijeenkomst van de Staten van een landsheerlijkheid met de landsheer of diens vertegenwoordiger. Tijdens een landdag kwamen de Staten als vertegenwoordigers van de maatschappelijke standen bijeen om de landsheer te adviseren over zijn politiek. Meestal was de instemming van de landdag noodzakelijk om belastingen te kunnen heffen.

## Vertegenwoordiging
Landdagen bestonden meestal uit vertegenwoordigers van geestelijkheid (met uitzondering van protestantse Länder), de adel, de burgerij en soms vertegenwoordigers van de boerenstand. In het hedendaagse Duitsland wordt een deelstaatparlement met de naam Landtag aangeduid. Buiten Nederland en Duitsland had ook Polen voor de Poolse deling te maken met landdagen, rond 1600-1700 waren dat er zo'n vijftig. In de Donauregio waren diverse landdagen. Deze bleven, ook nadat de adel na het vrijmaken van de Turken naar Wenen toe was getrokken, bestaan.

## Manifestatie
Politieke bewegingen hanteren de naam "landdag" voor de grote soms dagen durende ontmoetingen waarop manifestaties plaatsvinden en studiewerkgroepen bijeen komen. Zo hield het Vlaams Nationaal Verbond landdagen op de heide bij Kester en de Nationaal-Socialistische Beweging in Loosduinen. De Vlaamse Beweging begon na haar heropleving na de Tweede Wereldoorlog een Vlaams-nationale landdag in 1953 in het Sportpaleis in Antwerpen. In Appelscha vinden met Pinksteren jaarlijks de anarchistische Pinksterlanddagen plaats.
Aan de landdagen in Polen heeft het Nederlands de uitdrukking een Poolse landdag overgehouden, wat een wilde, ongeregelde bijeenkomst betekent.